# Ranupakis
Ranupakis is een bestuurslaag in het regentschap Lumajang van de provincie Oost-Java, Indonesië. Ranupakis telt 4985 inwoners (volkstelling 2010).